# HD 161475
HD 161475 är en blåvit underjätte i Påfågelns stjärnbild..
Stjärnan har visuell magnitud +6,40 och befinner sig därmed på gränsen till vad som går att se för blotta ögat vid mycket god seeing.